# Kaufland
Kaufland – sieć hipermarketów, należących do niemieckiej Grupy Schwarz, do której należy także sieć dyskontów Lidl.

## Działalność
Kaufland działa w Niemczech, Czechach, na Słowacji, w Polsce, Chorwacji, Rumunii, Bułgarii oraz Mołdawii. We wszystkich tych krajach zatrudnionych jest ok. 132 000 pracowników oraz funkcjonuje obecnie ponad 1300 sklepów firmy.
Pierwszy sklep sieci otwarto – wówczas pod nazwą Handelshof – w 1968 roku w Backnang w Niemczech.

### Kaufland w Polsce
Sieć obecna jest w Polsce od 2001 roku, kiedy to w Stargardzie (ówcześnie Stargard Szczeciński), otwarty został pierwszy sklep. Sklepy Kaufland w Polsce zaliczają się do hipermarketów – obiektów handlowych o powierzchni od 2200 do 15000 m², z niewielką galerią handlową. Kaufland posiada w Polsce 240 sklepów (stan na  sierpień 2023 r.)  oraz zatrudnia ponad 15 000 pracowników (stan na styczeń 2021 r.). W roku 2020 sieć przejęła kilka obiektów należących do restrukturyzującej się grupy Tesco Polska – UOKiK wyraził zgodę na przejęcie przez Kaufland sklepów Tesco m.in. w Warszawie, Krakowie, Gdańsku i we Wrocławiu.
Tym samym, Polska jest drugim krajem, po macierzystych Niemczech, pod względem wielkości zainwestowanego przez sieć kapitału. W 2016 roku pod względem przychodów Kaufland jest szóstą firmą wśród sieci handlowych w Polsce.
7 sierpnia 2024 roku na polskim rynku zadebiutowała platforma sprzedaży online Kaufland Marketplace. Artykuły zakupione za pośrednictwem platformy klienci otrzymują bezpośrednio od sprzedawców wystawiających je na platformie. 

## Zarzuty o korzystanie z nielegalnej pomocy publicznej
Na początku lipca 2015 brytyjski dziennik „The Guardian” ujawnił, że niemiecka Grupa Schwarz (należą do niej Lidl i Kaufland) uzyskała preferencyjne kredyty na kwotę ok. 900 mln dolarów na rozwój sieci sklepów w Polsce oraz innych krajach Europy Środkowej i Wschodniej. Pieniądze pożyczyły Bank Światowy i Europejski Bank Odbudowy i Rozwoju, których głównym celem działalności jest wyrównywanie nierówności w bogactwie różnych państw. Według NSZZ „Solidarność” i przedstawicieli wielu polskich organizacji zrzeszających drobny handel była to forma nielegalnej w Unii Europejskiej pomocy publicznej.